# Les Ateliers d'écriture Elisabeth Bing

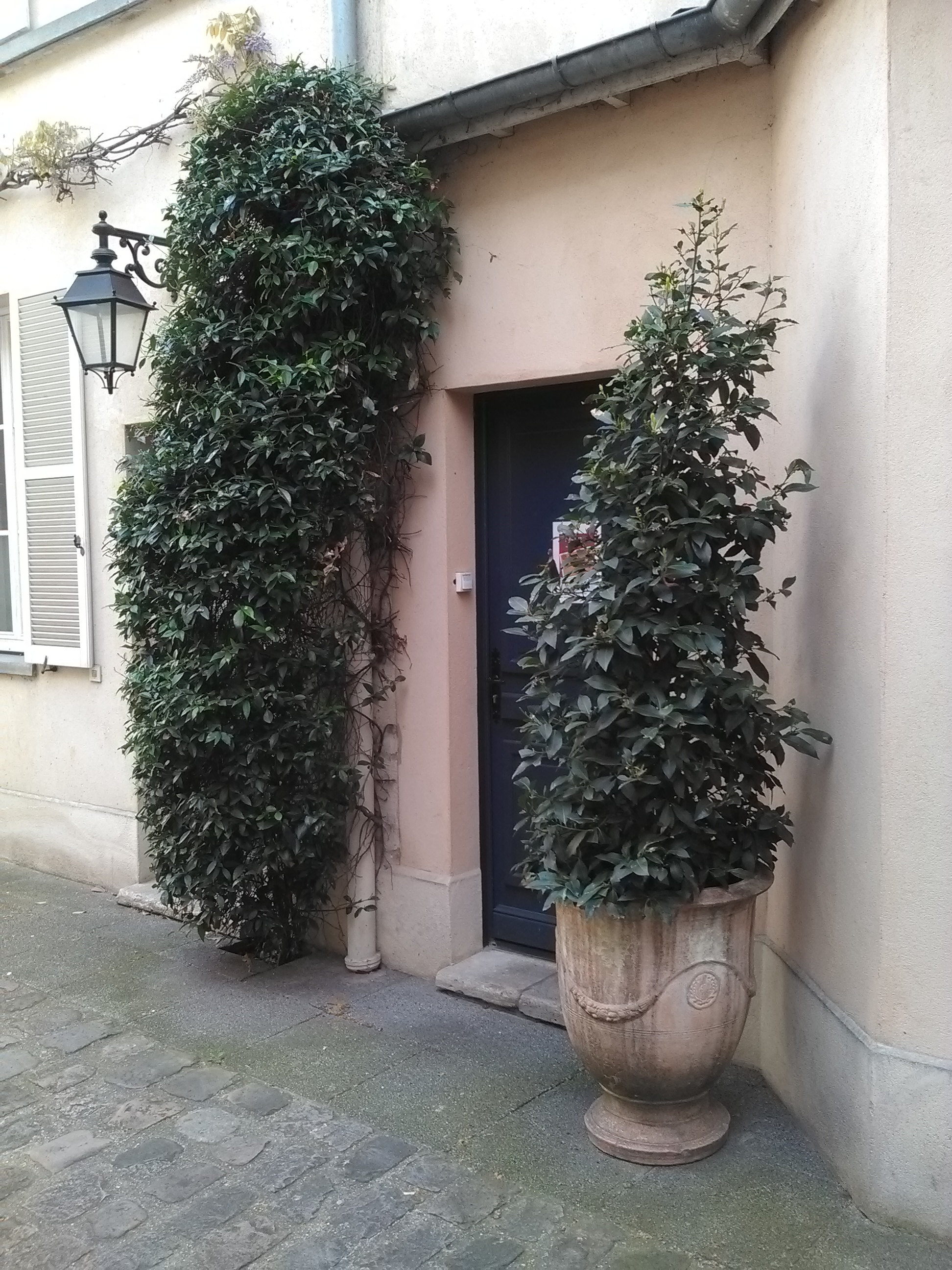
Le local des Ateliers d'écriture Elisabeth Bing dans le 10e arrondissement à Paris.

Les Ateliers d’écriture Elisabeth Bing étaient une association à but non lucratif, créée en 1981 et active jusqu'en 2018, par l'écrivaine et pédagogue  Elisabeth Bing , pionnière des ateliers d’écriture en France.

## Invention de l’atelier d’écriture
C'est en 1969 qu'Elisabeth Bing, engagée comme enseignante de Français auprès d’enfants en difficulté, par l’Institut Médico-pédagogique de Beauvallon, invente les ateliers d'écriture. De formation littéraire et journalistique, Elisabeth Bing a retracé cette expérience dans un livre, Et je nageai jusqu'à la page paru en 1976 aux Éditions des Femmes. On y lit l’invention d’un métier, au jour le jour, dans l’urgence et la passion. Elle raconte l’aventure de cette naissance auprès d’enfants à troubles du comportement et de l’apprentissage.
« Cette invention a décidé de ma vie, et un peu plus tard de celle de quelques personnes (…) rassemblées autour de moi et que j’ai entraînées dans l’aventure, nous retrouvant à l’avant-garde d’un mouvement de fond qui connaît actuellement un très grand développement. » 
Pionnière dans ce domaine en France, elle a aussi théorisé sa pratique, de manière à forger les outils réflexifs qui lui ont permis de former les générations suivantes d’animateurs. Elisabeth Bing a participé à la théorisation de ce qu'est un atelier d'écriture: un lieu où chacun part à la rencontre de sa propre écriture, l’affine et la déploie, où le texte se travaille, où chacun devient son propre lecteur. L’atelier est aussi un groupe, où les échanges de tous enrichissent le travail de chacun. Après avoir rejoint un temps Anne Roche à l'université d'Aix-en-Provence, Elisabeth Bing met en place des ateliers d'écriture pour adultes à Paris et crée, en 1981, l'association qui porte son nom. Ses ateliers seront rapidement réputés à travers la France. Elle fut notamment la première à avoir animé des ateliers d’écritures en maison de retraite ou dans les comités d’entreprises. Par la suite, l’association adapte ses outils et moyens aux évolutions de la société et met en place une formation d’animateurs d’ateliers d’écriture. Un grand nombre des animateurs professionnels en France ont été formés par les Ateliers d’écriture Elisabeth Bing.
Elle prend sa retraite en 2000, laissant à l'association qui porte son nom le soin de poursuivre le travail entrepris. Élisabeth Bing est décédée le 27 avril 2017.

## Les Ateliers d’écriture Elisabeth Bing à Paris
Les Ateliers Elisabeth Bing ont ouvert à Paris dans le 5ème arrondissement avant de s'agrandir et de se déplacer dans le 10ème arrondissement.
Ils ont compté simultanément une vingtaine d’animateurs spécialistes dans leur domaine (roman, nouvelles, biographie, autobiographie, écriture de chansons, spectacles, récit de voyage),,,,.
L'association a été dissoute et a arrêté son activité le 16 mars 2018.

## Noms de l’association
- 29 juin 1981 : Les ateliers d’écriture : chemin Elisabeth Bing[13].
- 7 juin 1986 : Ateliers d’écriture Elisabeth Bing[13].

## Président(e)s de l’association
Présidente honoraire : Elisabeth Bing.
- 1981–1993 : Claude Gateau
- 1993–1995 : Emmanuel Bing
- 1995–2000 : Claude Gateau
- 2000–2002 : Andrée Bergeron
- 2002–2004 : Véronique Petetin
- 2004–2006 : Georgia Makhlouf
- 2006–2010 : Laurence Vitot
- 2010–2014 : Isabelle Mercat-Maheu
- 2014–2016 : Marianne Jaeglé
- 2016–Juin 2017 : Frédérique Anne
- Juin 2017–Mars 2018 : Marie Martine Michon